# Liste der Baudenkmäler in Ellingen
Auf dieser Seite sind die Baudenkmäler in der mittelfränkischen Stadt Ellingen zusammengestellt. Diese Tabelle ist eine Teilliste der Liste der Baudenkmäler in Bayern. Grundlage ist die Bayerische Denkmalliste, die auf Basis des Bayerischen Denkmalschutzgesetzes vom 1. Oktober 1973 erstmals erstellt wurde und seither durch das Bayerische Landesamt für Denkmalpflege geführt wird. Die folgenden Angaben ersetzen nicht die rechtsverbindliche Auskunft der Denkmalschutzbehörde.
 Diese Liste gibt den Fortschreibungsstand vom 30. Juni 2016 wieder und enthält 173 Baudenkmäler.

## Ensembles

### Ensemble Altstadt Ellingen

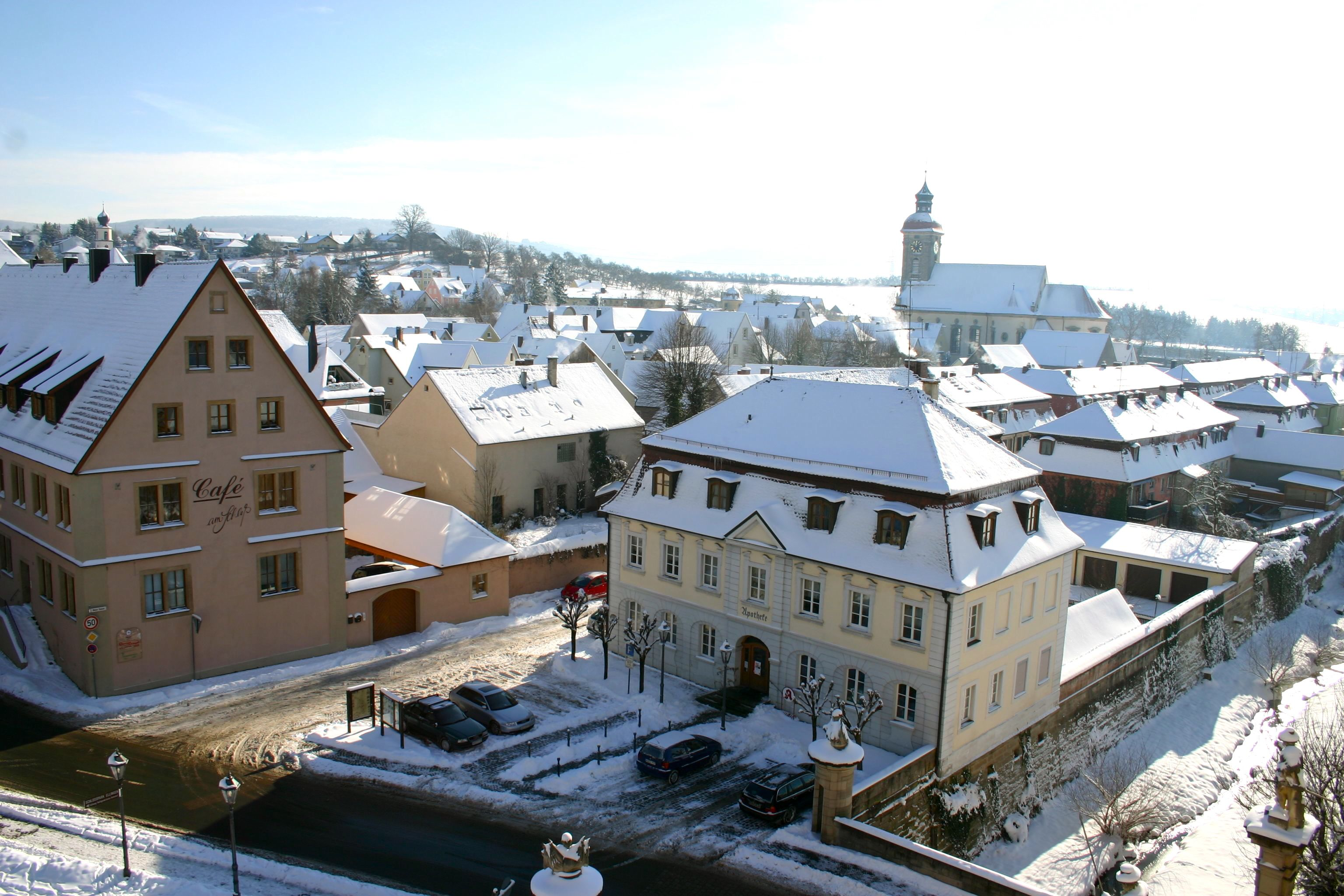
Südliche Altstadt von Ellingen

Das Ensemble (Lage) umfasst Schlossbezirk und Stadt Ellingen als ein klassisches Beispiel für eine kleinere Residenz der Spätzeit des Heiligen Römischen Reiches. Das einheitliche architektonische Gefüge wurde im Wesentlichen innerhalb zweier Generationen in der Zeit des Spätbarock und Rokoko hervorgebracht. Trotz einiger Einbußen am Ende des Krieges, 1945, konnte es einschließlich seines Umraumes bewahrt werden. Initiator aller baulichen Entfaltung und Inhaber der Herrschaft in Ellingen war der Deutsche Orden, ein geistlicher Ritterorden von aristokratischem Charakter, dessen fränkischer Landkomtur in seiner Residenz Ellingen seit der Aufgabe des preußischen Deutschordensstaates der angesehenste Ordensritter nach dem Hochmeister war. Als ritterliche Spitalstiftung im 12. Jahrhundert gegründet, dann seit 1216 als Kommende des Deutschen Ordens ausgebaut und als Wasserburg gestaltet, ging die Ellinger Ordensburg 1552 im Raubkrieg des Markgrafen von Brandenburg-Kulmbach unter. Die nachfolgende Schlossanlage, ein Vierflügelbau der Renaissance, wurde im Dreißigjährigen Krieg demoliert. Östlich vor dem Wassergraben der alten Burg breitete sich im Mittelalter das Dorf Ellingen aus; die Hintere Gasse ist sein ältester Siedlungskern. Planmäßig wurden Erweiterungen angefügt: der geschlossen bebauten nordsüdlichen Hauptachse wurde eine Querachse zugeordnet, die Siedlung entwickelte sich zum Markt. Sie wurde im 16./17. Jahrhundert befestigt und an den Enden der Achsen durch Torbauten abgeschlossen, von denen das Pleinfelder Tor gänzlich, das Brühltor zum Teil in seiner barocken Gestalt erhalten ist.
Kurz nach 1700 begann auch in Ellingen der große Wiederaufbau nach den Zerstörungen des Dreißigjährigen Krieges. Mit den Landkomturen, unter ihnen besonders Karl Heinrich Freiherr von Hornstein (1717–1745), traten Bauherren auf, die durch die Ordensbaumeister Wilhelm Heinrich Beringer (1711–1717), Franz Keller (1718–1724), Franz Joseph Roth (1724–1749) und Matthias Binder (1749–1777) ein Residenzschloss von fürstlichem Anspruch errichten ließen. Der Dreiflügelbau, dem später die gotische Ordenskirche als Nordflügel adaptiert wurde, entwickelt sich nicht als kanonischer barocker Schlossbau mit zugeordneten Achsen- und Gartensystemen, sondern ordnet sich um den inneren, der Hauptfront abgewendeten Hof und bildet die Südfront des Hauptflügels als kraftvolle barocke Schaufront aus. Ihr ist eine niedrige Dreiflügelanlage, die Brauerei, gegenübergesetzt, zwischen deren Flügeln sich bis zur Schlossfront hin der Cour d’honneur ausbreitet, entstanden aus einer Ausweitung der nach Ansbach führenden Landstraße und nur von den Seiten her betretbar (Schlossstraße). Hornsteins Neugestaltung Ellingens blieb nicht auf den Schlossbereich, in dem in der 2. Hälfte des 18. Jahrhunderts noch große Ökonomiebauten, Reitschule, Hofmühle, Schweizerei usw. entstanden, beschränkt. Auch die Pfarrkirche St. Georg entstand, 1731 durch Roth, als großer Barockbau neu, darauf Maximilianskirche, Maria-Hilf-Kapelle, Franziskanerkirche und im Angelpunkt des Stadtgefüges, 1744 das Rathaus, Roths Hauptwerk. Bürger- und Gasthäuser und die Wohnhäuser der ackerbürgerlichen Anwesen an der Hauptstraße nahmen den Stil der Ellinger Ordensbaumeister auf oder wurden von Keller oder Roth selbst gebaut. Unter ihnen ragt der „Römische Kaiser“, 1725, wohl von Roth, heraus. Diese Barockhäuser folgen den mittelalterlichen Baufluchten und Dimensionen, nur mit der Neuen Gasse entstand um 1760/70 unter Matthias Binder eine planmäßig angelegte und bebaute Straße im Sinne barocker Stadtbaukunst. Zum barocken, vom Hauptbau des Ordensschlosses beherrschten Bild des Ensembles und zum Charakter der katholischen Residenzstadt gehört die Kulturlandschaft, die sich vor ihren Mauern ausbreitet, die Alleen, die Kapellen, Heiligenfiguren, Garten- und Friedhofsmauern, Bildstöcke, Steinkreuze und alten Brückenanlagen.
Aktennummer: E-5-77-125-1

## Schlossanlage des Deutschen Ordens

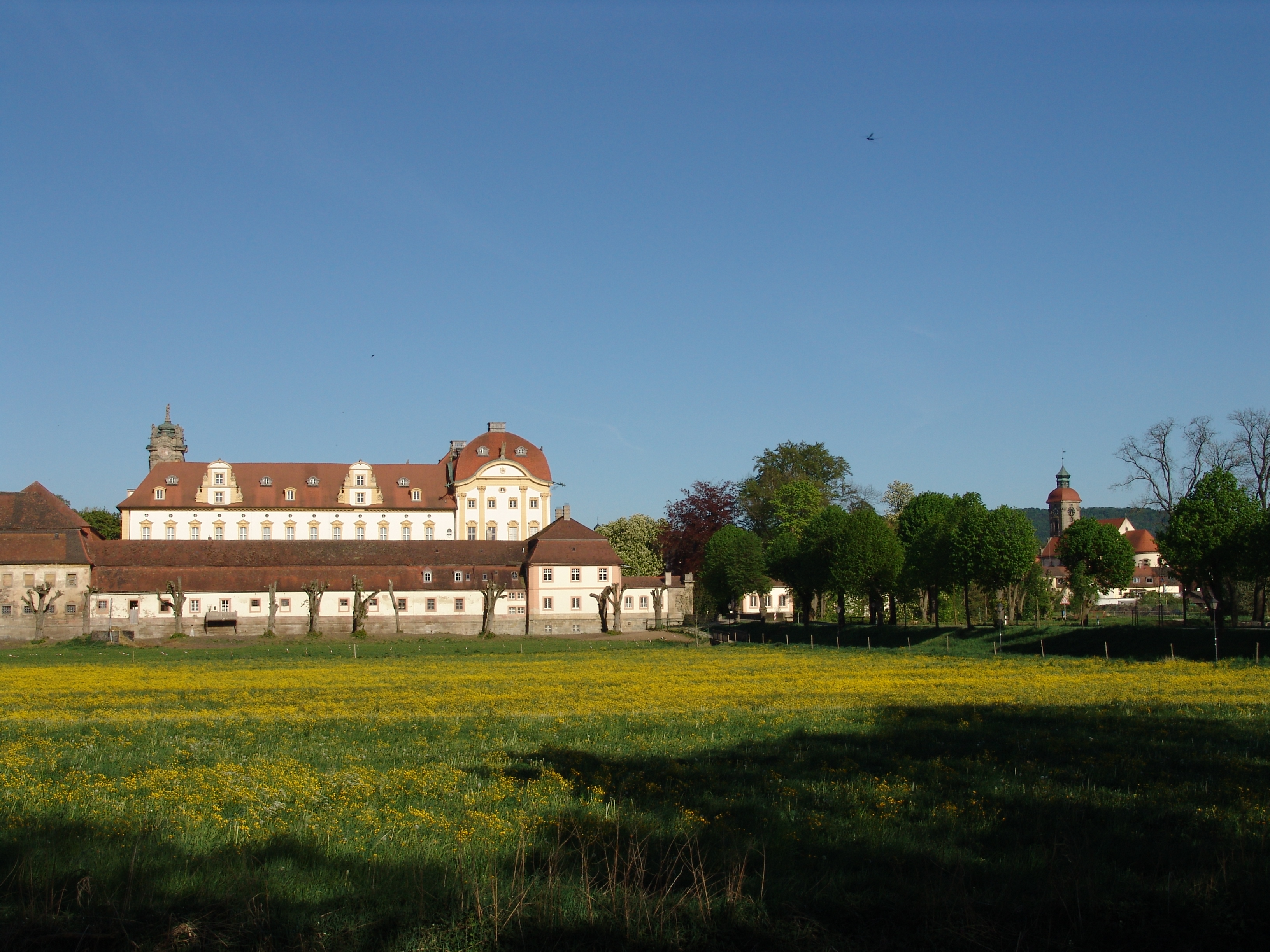
Die Schlossanlage von Westen weitere Bilder

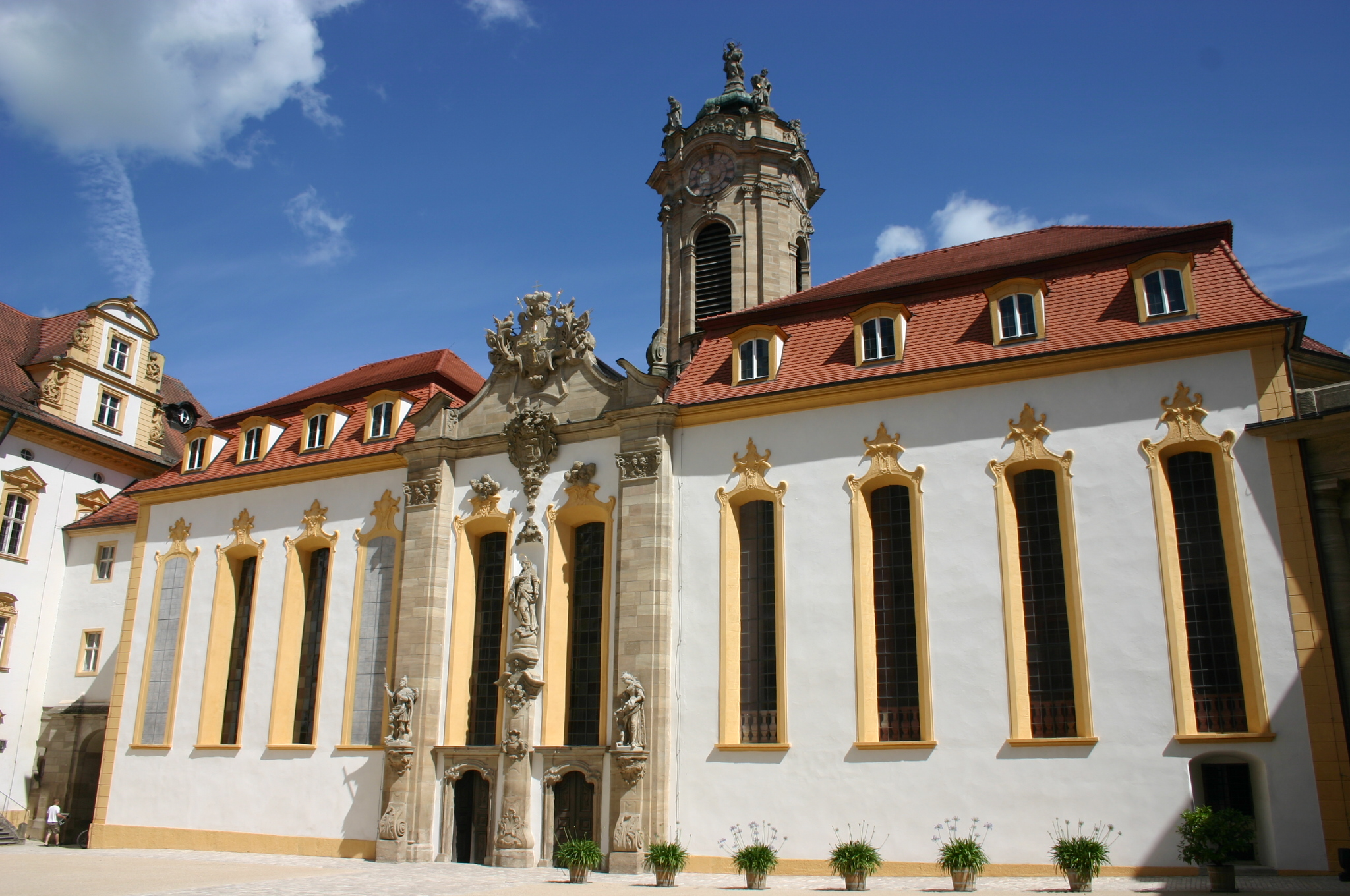
Die Schloßkirche weitere Bilder

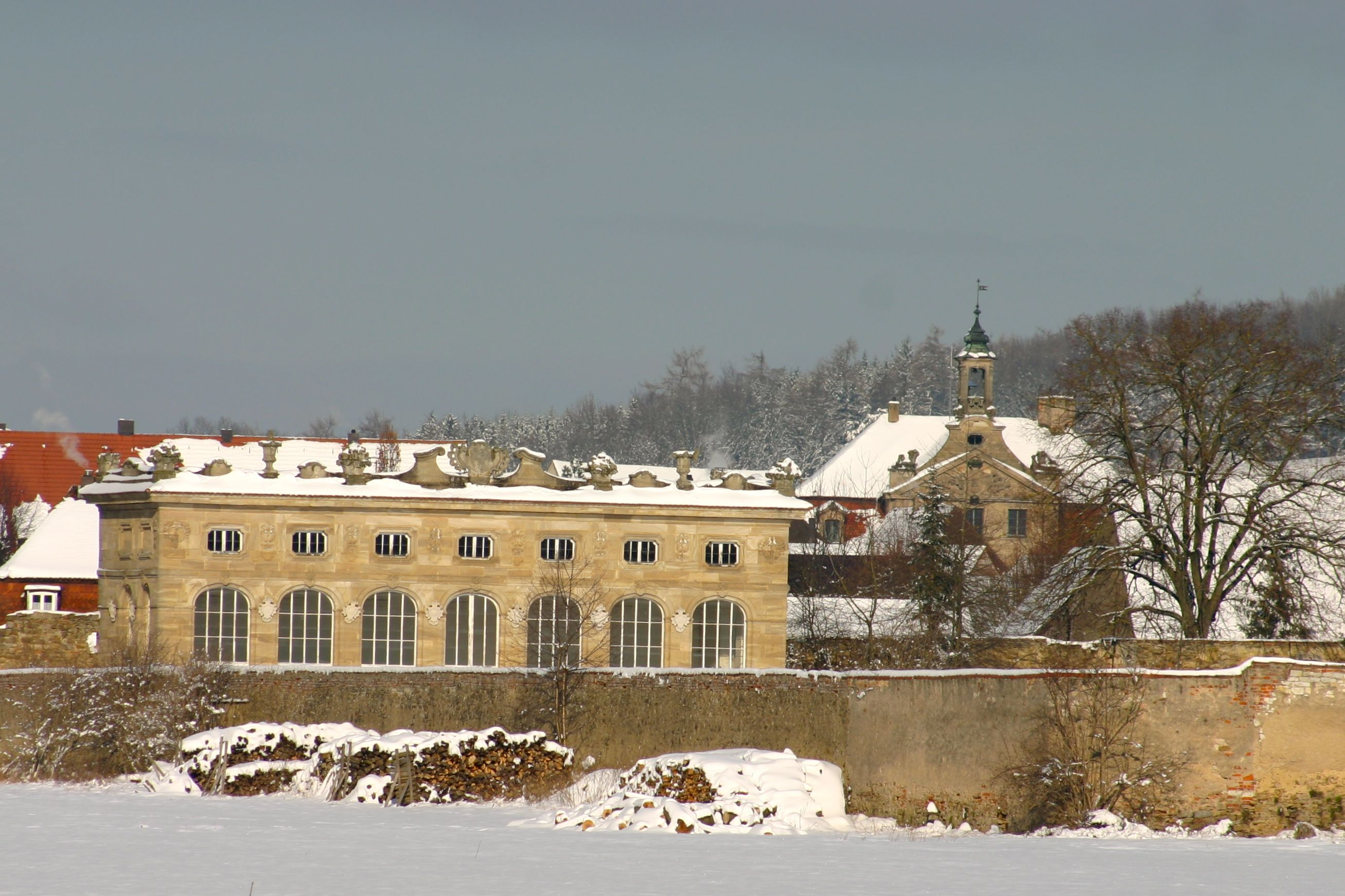
Orangerie im Hofgarten weitere Bilder.

Innenhof

Das Ehemalige Deutschordensschloss ist eine monumentale Vierflügelanlage, 1711 Ostflügel begonnen nach Planung von Wilhelm Heinrich Beringer (mit Bausubstanz des 17. Jahrhunderts) und ab 1718 von Franz Keller fertiggestellt. Im Einzelnen besteht die Anlage aus folgenden Teilen:
- klassizistischer Arkadenbau mit abschließender Terrasse im Hof, von Michel d’Ixnard, 1774–81
- Ehrenhofanlage, 1769/71; mit Ausstattung
- Schlosskirche, im Kern gotisch, von Franz Keller 1717 und von Franz Joseph Roth und Matthias Binder 1746–52 durchgreifend barockisiert, Turm 1751; mit Ausstattung
- Ökonomiehof, Dreiseitanlage, mit Mansarddach, akzentuiert durch Eck- und Mittelpavillons, von Matthias Binder, 1751–62
- ehemaliger Marstall, von Matthias Binder, 1760/61
- ehemalige Reitschule, nach Entwurf von Franz Joseph Roth, 1749
- Georgsbrunnen, um 1755, ehemals bei Schloss Absberg
- Teile des Brühltores, 1765; östliches Schlosstor mit Hauptwache, 1769/71
- Hofmühle, eingeschossiges Gebäude mit Mansardwalmdach, wohl von Matthias Binder, 1753/54
- Hofmühltor, nach Entwurf von Matthias Binder, 1755/56
- Hofmühlkanal, Kanalverlauf unterhalb der Schlossanlage, 1755
- Remise, abgebrochen, westliche Mauer ruinös erhalten, 1764/65
- Nördliches Schlosstor, von Matthias Binder, mit zwei flankierenden Wohnbauten, Mitte 18. Jahrhundert
- Befestigungsmauern des Schlossgrabens, Regulierung und Futtermauern, um 1750/60
- Schlosspark, Neugestaltung der Anlage 1796 begonnen, mit Balusterbrüstung des ehemaligen Gartenpavillons, zweite Hälfte 18. Jahrhundert
- Ummauerung und erhaltenen Teilen des südlichen Zugangstores, 18. Jahrhundert
- Allee entlang des westlichen Grabens, 18. Jahrhundert

Der Gebäudekomplex liegt an der Schloßstraße (Lage).
Aktennummer: D-5-77-125-90
| Lage                           | Objekt                                          | Beschreibung | Akten-Nr.              | Bild                                    |
| ------------------------------ | ----------------------------------------------- | --- | ---------------------- | --------------------------------------- |
| Schloßstraße (Standort)        | Georgsbrunnen                                   | Um 1755; ehemals bei Schloss Absberg | D-5-77-125-90 Wikidata | Georgsbrunnen                           |
| Schloßstraße (Standort)        | Schlossgraben                                   | Östlich und westlich des Schlosses, südlich der Brauerei, Regulierung und Futtermauern, um 1750/60, von Alleen begleitet | D-5-77-125-90 Wikidata | Schlossgraben                           |
| Schloßstraße (Standort)        | Hofmühlkanal                                    | 1755 | D-5-77-125-90 Wikidata | Hofmühlkanal                            |
| Schloßstraße (Standort)        | Reitschule                                      | 1749 nach Entwurf von Franz Joseph Roth | D-5-77-125-90 Wikidata | Reitschule                              |
| Schloßstraße (Standort)        | Ehrenhofanlage                                  | Gepflastert, mit östlichem Schlosstor (Hauptwache) von 1769/71, einschließlich Brücke, flankierenden Schilderhäuschen und vier Steinpfeilern mit Figuren, und mit Rest des Brühltores, 1765, im Kern älter, teilweise zerstört und abgetragen 1945 Einschließlich Anbauten und Brühlbrücke, Mitte 18. Jahrhundert | D-5-77-125-90 Wikidata | Ehrenhofanlage                          |
| Schloßstraße (Standort)        | Hofmühltor                                      | 1755/56 | D-5-77-125-90 Wikidata | Hofmühltor                              |
| Schloßstraße (Standort)        | Remise                                          | Abgebrochen, westliche Mauer ruinös erhalten, 1764/65 | D-5-77-125-90 Wikidata | Remise                                  |
| Schloßstraße 11 (Standort)     | Schlosskirche                                   | Im Kern gotisch, 1717 durch Franz Keller und 1746–52 durch Franz Joseph Roth und Matthias Binder durchgreifend barockisiert; mit Ausstattung Turm 1751 Der Bau ist als vierter Flügel dem Schloss adaptiert | D-5-77-125-90 Wikidata | weitere Bilder                          |
| Schloßstraße 17 (Standort)     | Ehemaliger Marstall                             | Langgestreckte Anlage, 1760/61 von Matthias Binder | D-5-77-125-90 Wikidata | Ehemaliger Marstall                     |
| Schloßstraße 19 (Standort)     | Ökonomiehof                                     | Großer Dreiseithof, Mansarddachbauten, akzentuiert durch Eck- und Mittelpavillons, 1751–62 von Matthias Binder | D-5-77-125-90 Wikidata | Ökonomiehof                             |
| Schloßstraße 21 (Standort)     | Hofmühle                                        | 1753/54, wohl von Matthias Binder | D-5-77-125-90 Wikidata | Hofmühle                                |
| Schloßstraße 23, 25 (Standort) | Schlosstor zum Rosental (Bahnhofstraße)         | 1755/56 von Matthias Binder, mit zwei flankierenden Wohnbauten, massiv und Fachwerk, Mitte 18. Jahrhundert | D-5-77-125-90 Wikidata | Schlosstor zum Rosental (Bahnhofstraße) |
| Schloßstraße (Standort)        | Ehemaliger Hofgarten                            | Blumen- und Gemüsegarten, ummauerte Rechteckanlage, mit Rundturm und Fragmenten zwei weiterer Ecktürme, 16./frühes 17. Jahrhundert Zwei Orangeriebauten, Naturstein, jeweils mit Kranzgesims und reichem barockem Giebeldekor, von Franz Joseph Roth, 1740 | D-5-77-125-90 Wikidata | Ehemaliger Hofgarten                    |
| Schloßstraße (Standort)        | Schlosspark                                     | Neugestaltung der Anlage 1796 begonnen Mit Ummauerung Mit Balusterbrüstung des ehemaligen Gartenpavillons, zweite Hälfte 18. Jahrhundert | D-5-77-125-90 Wikidata | Schlosspark                             |
| Hofgarten ()                   | Ehemaliger Hofgarten (Blumen- und Gemüsegarten) | ummauerte Rechteckanlage, angelegt 16./17. Jahrhundert; zwei Orangerien, zweigeschossige Sandsteinquaderbauten, jeweils mit Kranzgesims und reichem barockem Giebeldekor, von Franz Joseph Roth, 1740; Einfriedung, hohe Natursteinmauer mit barockem Rundbogenportal mit Giebelaufsatz, 16./frühes 17. Jahrhundert, Portal 17./18. Jahrhundert; Mauerturm, verputzter Rundbau mit Zeltdach, dazu Fragmente zwei weiterer Ecktürme, 16./frühes 17. Jahrhundert | D-5-77-125-136         |                                         |

## Stadtbefestigung
| Lage | Objekt                              | Beschreibung | Akten-Nr.               | Bild                                |
| --- | ----------------------------------- | --- | ----------------------- | ----------------------------------- |
| Hausner Gasse 8, 10 (Standort) | Hierzu Rest der Stadtmauer          | 16. Jahrhundert | D-5-77-125-3 Wikidata   | Hierzu Rest der Stadtmauer          |
| Hintere Gasse, hinter den Grundstücken der Westseite der Hinteren Gasse (Nrn. 2, 4, 6, 8, 10, 12, 14, 16, 18, 20) (Standort)                                                             | Stadtmauer                          | 16. Jahrhundert | D-5-77-125-3 Wikidata   | Stadtmauer                          |
| Hintere Gasse 14; Hintere Gasse 18; Hintere Gasse 20; Im Stadtgarten (Standort) | Stadtbefestigung                    | Erhaltene Teile der ehemaligen Stadtmauer, Natursteinmauerwerk, größtenteils Bruchstein, 16./17. Jahrhundert und 18. Jahrhundert; Rundturm, bezeichnet mit „1594“; erhaltene Teile der Ummauerung und Befestigung des ehemaligen Stadtgartens, Naturstein, teilweise verputzt, 18. Jahrhundert; siehe Stadttore, Pleinfelder Tor und Weißenburger Tor | D-5-77-125-3 Wikidata   | Stadtbefestigung                    |
| Im Stadtgarten (Standort) | Südlicher Mauerzug des Stadtgartens | Vergleiche Hausner Gasse 25 | D-5-77-125-3 Wikidata   | Südlicher Mauerzug des Stadtgartens |
| Im Stadtgarten (Standort) | Zug der Stadtmauer                  | 16. Jahrhundert Rundturm der Stadtbefestigung, bezeichnet mit „1594“ | D-5-77-125-3 Wikidata   | Zug der Stadtmauer                  |
| Neue Gasse, hinter den Grundstücken der Westseite der Neuen Gasse bis zum Hofgarten (ungerade Nrn. 1 – 33) (Standort)                                                                    | Stadtmauer                          | 16. Jahrhundert, und Stadtgraben | D-5-77-125-3 Wikidata   | Stadtmauer                          |
| Neue Gasse 2 (Standort) | Rest der Stadtmauer                 | 16. Jahrhundert | D-5-77-125-35           | BW                                  |
| Pleinfelder Straße, in Resten hinter den Grundstücken der Ostseite Nr. 5, 7, 9, 11, 13, 15, 17, 19, 21, 23, 25, 27, 29 und hinter den Grundstücken von Nr. 22, 24, 26, 28, 30 (Standort) | Stadtmauer                          | 16. Jahrhundert | D-5-77-125-3            | weitere Bilder                      |
| Pleinfelder Straße 31 (Standort) | Stadttor, Pleinfelder Tor           | Erste Anlage 16. Jahrhundert, Umbau mit Torturm 1660, mit zwei flankierenden Rundtürmchen; mit angeschlossenen Stadtmauerpartien, 17. Jahrhundert | D-5-77-125-68 Wikidata  | weitere Bilder                      |
| Weißenburger Straße, vom ehemaligen Weißenburger Tor westlich zum Bach und östlich zur Straße Im Stadtgarten (Standort)                                                                  | Stadtmauer der Südseite der Stadt   | 16. Jahrhundert | D-5-77-125-3 Wikidata   | weitere Bilder                      |
| Weißenburger Straße 32 a (Standort) | Stadttor                            | Erhaltener Teil des Weißenburger Tores (zerstört 1945) mit kleinem Bastionstürmchen, 1609 | D-5-77-125-133 Wikidata | weitere Bilder                      |

## Baudenkmäler nach Ortsteilen

### Ellingen
| Lage                                                                                              | Objekt                                                                    | Beschreibung | Akten-Nr.               | Bild                                                                      |
| ------------------------------------------------------------------------------------------------- | ------------------------------------------------------------------------- | --- | ----------------------- | ------------------------------------------------------------------------- |
| Bahnhofstraße; Schwäbische Rezat (Standort)                                                       | Brücke                                                                    | Dreijochig, Sandsteinquader, nach Plänen von Matthias Binder, um 1762, auf den Brüstungsmauern je vier lebensgroße Heiligenfiguren von Leonhard Meyer | D-5-77-125-8 Wikidata   | weitere Bilder                                                            |
| Bahnhofstraße 2, 4 a, 4 b (Standort)                                                              | Wohnhaus, heute dreiteiliges Reihenhaus                                   | Langgestreckter, zweigeschossiger Satteldachbau mit abgeschrägter Ecke, östlich abgewalmt, im Kern 18. Jahrhundert | D-5-77-125-4 Wikidata   | weitere Bilder                                                            |
| Bahnhofstraße 9 (Standort)                                                                        | Ehemalige Taverne, ab 1860 Gutshaus                                       | Großzügiger zweigeschossiger Walmdachbau, um 1800 | D-5-77-125-5 Wikidata   | Ehemalige Taverne, ab 1860 Gutshaus                                       |
| Bahnhofstraße 9 (Standort)                                                                        | Nebengebäude                                                              | Eingeschossiger Satteldachbau, wohl gleichzeitig | D-5-77-125-5 Wikidata   | BW                                                                        |
| Bahnhofstraße 9 (Standort)                                                                        | Hopfenhalle                                                               | Stattlicher, eingeschossiger Massivbau mit Mansarddach und Putzgliederung, Ende 19. Jahrhundert | D-5-77-125-5 Wikidata   | BW                                                                        |
| Bahnhofstraße 9 (Standort)                                                                        | Teile der ehemaligen Hofummauerung                                        | Wohl 19. Jahrhundert | D-5-77-125-5 Wikidata   | BW                                                                        |
| Bahnhofstraße 10, Ringstraße 2, 4 a, 4 b, 6 (Standort)                                            | Ehemaliger Gartenpavillon                                                 | Eingeschossiger Putzbau mit Walmdach, 1725; südlich und nördlich davon Teile der Einfriedung einer ehemaligen barocken Gartenanlage, Bruchsteinmauerwerk, verputzt, nördlich Teile in aufgehendem Gebäudemauerwerk, erste Hälfte 18. Jahrhundert | D-5-77-125-6 Wikidata   | Ehemaliger Gartenpavillon                                                 |
| Büttelwiesen; Im Hofbrühl; St 2389; Weißenburger Straße 43, äußere Weißenburger Straße (Standort) | Allee                                                                     | Anlage 18. Jahrhundert | D-5-77-125-142 Wikidata | BW                                                                        |
| Büttelwiesen; Schwäbische Rezat, zwischen Bräumühle und Ellingen (Standort)                       | Brücke                                                                    | Zweijochig, Sandstein, 18. Jahrhundert | D-5-77-125-143 Wikidata | BW                                                                        |
| Felchbach (Standort)                                                                              | Brücke, sogenannte Sankt-Johannes-Brücke                                  | Einjochig, Sandstein, 1775, mit Figur des heiligen Johann Nepomuk auf der nördlichen Brüstung, 18. Jahrhundert | D-5-77-125-139 Wikidata | weitere Bilder                                                            |
| Gnadenfeld (Standort)                                                                             | Bildstock                                                                 | Circa 3,50 m, vor 1602, an der St.-Johannes-Brücke | D-5-77-125-140 Wikidata | Bildstock                                                                 |
| Gnadenfeld (Standort)                                                                             | Steinkreuz                                                                | Circa 1 m, mittelalterlich, an der St.-Johannes-Brücke | D-5-77-125-141 Wikidata | Steinkreuz                                                                |
| Hausner Gasse 3 (Standort)                                                                        | Wohnhaus                                                                  | Zweigeschossiger giebelständiger Satteldachbau, mit rustizierten Ecklisenen, durch Portal bezeichnet „1769“, mit Madonnenfigur, 18. Jahrhundert | D-5-77-125-10 Wikidata  | weitere Bilder                                                            |
| Hausner Gasse 4 (Standort)                                                                        | Ehemalige Lateinschule                                                    | Großzügiger zweigeschossiger Walmdachbau mit Glockenständer, 1738 (dendrochronologisch datiert); Teil der ehemaligen Einfriedung, 19. Jahrhundert | D-5-77-125-11 Wikidata  | weitere Bilder                                                            |
| Hausner Gasse 5 (Standort)                                                                        | Wohnhaus                                                                  | Zweigeschossiger Giebelbau, 18. Jahrhundert | D-5-77-125-12           | Wohnhaus                                                                  |
| Hausner Gasse 6 (Standort)                                                                        | Wohnhaus                                                                  | Zweigeschossiger giebelständiger Satteldachbau, mit Ecklisenen, 17./18. Jahrhundert | D-5-77-125-13 Wikidata  | Wohnhaus                                                                  |
| Nähe Hausner Gasse, Hausner Gasse 7 (Standort)                                                    | Ehemalige Franziskanerkirche (profaniert)                                 | Saalkirche, 1738/40 nördlicher erhaltener Teil der ehemaligen Klostergebäude, zweigeschossiger Walmdachbau, 18. Jahrhundert Einfriedung mit vier Sandsteinpfosten, 19. Jahrhundert | D-5-77-125-14 Wikidata  | weitere Bilder                                                            |
| Hausner Gasse 11 (Standort)                                                                       | Wohnhaus eines Bäckerei- und Bauernanwesens                               | Zweigeschossiger giebelständiger Satteldachbau, 16. Jahrhundert, mit Sandstein- und Putzgliederungen des 17. und 18. Jahrhunderts; an der Ecke zum Stadtgarten Sandsteinpfeiler vom Stadtgartentor, 18. Jahrhundert | D-5-77-125-16 Wikidata  | Wohnhaus eines Bäckerei- und Bauernanwesens                               |
| Hausner Gasse 28 (Standort)                                                                       | Wohnhaus                                                                  | Zweigeschossiger traufständiger Satteldachbau, um 1800; rückwärtig anschließendes Nebengebäude, Satteldachbau mit eingeschossigen Anbauten, wohl gleichzeitig | D-5-77-125-19 Wikidata  | Wohnhaus                                                                  |
| Hausner Gasse 30a (Standort)                                                                      | Nischenfigur                                                              | Barock | D-5-77-125-20 Wikidata  | Nischenfigur                                                              |
| Hintere Gasse 2 (Standort)                                                                        | Wohnhaus                                                                  | Zweigeschossiger traufständiger Satteldachbau, mit Hausmadonna, 18. Jahrhundert | D-5-77-125-22 Wikidata  | weitere Bilder                                                            |
| Hintere Gasse 4 (Standort)                                                                        | Wohnhaus                                                                  | Zweigeschossiger traufständiger Satteldachbau, mit Ecklisenen, 18./frühes 19. Jahrhundert | D-5-77-125-23 Wikidata  | weitere Bilder                                                            |
| Hintere Gasse 9 (Standort)                                                                        | Ehemaliges Handwerkerhaus                                                 | Wohnhaus, zweigeschossiger Walmdachbau, mit Lisenengliederung, 1721, mit Hausfigur, zweite Hälfte 18. Jahrhundert | D-5-77-125-25 Wikidata  | weitere Bilder                                                            |
| Hintere Gasse 11 (Standort)                                                                       | Wohnhaus                                                                  | Zweigeschossiger traufständiger Satteldachbau, 18. Jahrhundert | D-5-77-125-27           | weitere Bilder                                                            |
| Hintere Gasse 18 (Standort)                                                                       | Ehemaliges Taglöhnerhaus                                                  | Eingeschossiger Satteldachbau mit fachwerksichtigem Giebel, erbaut 1693, ausgezeichnet durch Fenster- und Türgewände des 17. Jahrhunderts | D-5-77-125-28 Wikidata  | weitere Bilder                                                            |
| Hintere Gasse 20, Nähe Pleinfelder Straße (Standort)                                              | Ehemaliges Ackerbürgerhaus                                                | Zweigeschossiger Satteldachbau, Obergeschoss und Giebel mit reichem Fachwerk, 17. Jahrhundert; Scheune, Satteldachbau mit Fachwerkgiebel, 19. Jahrhundert | D-5-77-125-29 Wikidata  | weitere Bilder                                                            |
| Hintere Gasse 20, Nähe Pleinfelder Straße (Standort)                                              | Scheune                                                                   | Satteldachbau mit Fachwerkgiebel, 19. Jahrhundert | D-5-77-125-29 Wikidata  | BW                                                                        |
| Im Hofbrühl; am Südende der Hofgartenmauer (Standort)                                             | Wegkapelle                                                                | 1782; mit Ausstattung | D-5-77-125-138 Wikidata | BW                                                                        |
| Im Stadtgarten 13 (Standort)                                                                      | Evangelisch-lutherische Pfarrkirche                                       | Achteckiger Zentralbau mit vorgelagertem Eingangsbereich mit Satteldach, östlich anschließender Turm mit Zwiebelhaube, von German Bestelmeyer, 1924/25; mit Ausstattung | D-5-77-125-32 Wikidata  | Evangelisch-lutherische Pfarrkirche                                       |
| In Ellingen; Nähe Weißenburger Straße (Standort)                                                  | Gartenmauer                                                               | Naturstein, wohl 18. Jahrhundert | D-5-77-125-135 Wikidata | BW                                                                        |
| Lindenmühl; nordwestlich der Rezat (Standort)                                                     | Wegkapelle                                                                | Kleiner Massivbau mit Satteldachabschluss, 18. Jahrhundert | D-5-77-125-86           | Wegkapelle                                                                |
| Nähe Ziegelweg (Standort)                                                                         | Sogenannte Schafscheuer                                                   | Großer massiver Satteldachbau mit Ecklisenen, 18. Jahrhundert | D-5-77-125-7 Wikidata   | Sogenannte Schafscheuer                                                   |
| Neue Gasse 1 (Standort)                                                                           | Ehemaliges Amtsgericht, heute Apotheke                                    | Zweigeschossiger Mansarddachbau, Zweiflügelanlage, Gliederung mit rustizierten Lisenen, östlich Stichbogenportal mit Volutenaufsatz, nördlich rustiziertes Erdgeschoss und betonte Mittelachse mit Dreiecksgiebel, Vortreppe, 1761 | D-5-77-125-34 Wikidata  | weitere Bilder                                                            |
| Neue Gasse 2 (Standort)                                                                           | Wohnhaus                                                                  | Zweigeschossiger traufständiger Satteldachbau, mit Vortreppe, 1869/1895 | D-5-77-125-35           | weitere Bilder                                                            |
| Neue Gasse 3 (Standort)                                                                           | Wohnhaus                                                                  | Zweigeschossiger Mansarddachbau, mit rustizierten Ecklisenen, um 1765 | D-5-77-125-36 Wikidata  | weitere Bilder                                                            |
| Neue Gasse 5; Neue Gasse 7 (Standort)                                                             | Wohnhaus                                                                  | Zweigeschossiger Mansarddachbau, rustizierte Lisenen, 1768 | D-5-77-125-38 Wikidata  | Wohnhaus                                                                  |
| Neue Gasse 9; Neue Gasse 11 (Standort)                                                            | Wohnhaus                                                                  | Doppelhaus, zweigeschossiger Mansarddachbau, rustizierte Ecklisenen, mit Vortreppe, 1768, mit Nischenfigur des heiligen Johannes Nepomuk | D-5-77-125-39 Wikidata  | weitere Bilder                                                            |
| Neue Gasse 10 (Standort)                                                                          | Wohnhaus                                                                  | Zweigeschossiger Mansarddachbau in Ecklage über winkelförmigem Grundriss, rustizierte Ecklisenen, mit Vortreppe, 1767; Doppelhaus mit Nr. 12 | D-5-77-125-40 Wikidata  | weitere Bilder                                                            |
| Neue Gasse 12 (Standort)                                                                          | Wohnhaus                                                                  | Zweigeschossiger Mansarddachbau in Ecklage, rustizierte Ecklisenen, mit Vortreppe, 1762; Doppelhaus mit Nr. 10 | D-5-77-125-41 Wikidata  | weitere Bilder                                                            |
| Neue Gasse 14 (Standort)                                                                          | Ehemalige Synagoge                                                        | Mansarddachbau, mit rustizierten Ecklisenen, von Matthias Binder, 1757 fertiggestellt | D-5-77-125-42 Wikidata  | weitere Bilder                                                            |
| Neue Gasse 15 (Standort)                                                                          | Wohnhaus                                                                  | Zweigeschossiger Mansarddachbau in Ecklage, mit rustizierten Ecklisenen, Vortreppe, um 1770; Doppelhaus mit Nr. 17 | D-5-77-125-43 Wikidata  | Wohnhaus                                                                  |
| Neue Gasse 16 (Standort)                                                                          | Wohnhaus                                                                  | Zweigeschossiger Mansarddachbau, mit rustizierten Lisenen, Vortreppe, um 1770 | D-5-77-125-44 Wikidata  | Wohnhaus                                                                  |
| Neue Gasse 17 (Standort)                                                                          | Wohnhaus                                                                  | Zweigeschossiger Mansarddachbau, mit rustizierten Lisenen, Portal mit rustizierter Einfassung und Nischenfigur, Vortreppe, um 1770; Doppelhaus mit Nr. 15 | D-5-77-125-45 Wikidata  | weitere Bilder                                                            |
| Neue Gasse 18 (Standort)                                                                          | Wohnhaus                                                                  | Zweigeschossiger Mansarddachbau, mit rustizierten Ecklisenen, Vortreppe, um 1770 | D-5-77-125-46 Wikidata  | Wohnhaus                                                                  |
| Neue Gasse 19 (Standort)                                                                          | Ehemalige Hofbäckerei                                                     | Später Schule, zweigeschossiger Mansarddachbau mit dreigeschossigem Mittelrisalit mit rustiziertem Sockelgeschoss und Zwerchhaus, Lisenen- und Pilastergliederung, Vortreppe, um 1770 | D-5-77-125-47 Wikidata  | weitere Bilder                                                            |
| Neue Gasse 21 (Standort)                                                                          | Wohnhaus                                                                  | Zweigeschossiger Mansarddachbau, mit rustizierten Lisenen, Portal mit rustizierter Einfassung, Vortreppe, um 1770, Nischenfigur über Portal, um 1800; Doppelhaus mit Nr. 23 | D-5-77-125-48 Wikidata  | weitere Bilder                                                            |
| Neue Gasse 23 (Standort)                                                                          | Wohnhaus                                                                  | Zweigeschossiger Mansarddachbau, um 1770; Doppelhaus mit Nr. 21 | D-5-77-125-49 Wikidata  | Wohnhaus                                                                  |
| Neue Gasse 24 (Standort)                                                                          | Wohnhaus                                                                  | Zweigeschossiger Mansarddachbau, mit rustizierten Lisenen, Vortreppe, um 1760, mit Hausmadonna, wohl gleichzeitig | D-5-77-125-50 Wikidata  | weitere Bilder                                                            |
| Neue Gasse 26 (Standort)                                                                          | Wohnhaus                                                                  | Zweigeschossiger Mansarddachbau, mit Putzgliederung, Vortreppe, um 1760 | D-5-77-125-51 Wikidata  | weitere Bilder                                                            |
| Neue Gasse 28 (Standort)                                                                          | Wohnhaus                                                                  | Zweigeschossiger Mansarddachbau, mit Putzgliederung, Vortreppe, um 1760 | D-5-77-125-52           | Wohnhaus                                                                  |
| Neue Gasse 30 (Standort)                                                                          | Wohnhaus                                                                  | Zweigeschossiger Mansarddachbau, mit Putzgliederung, Vortreppe, um 1760 | D-5-77-125-53           | Wohnhaus                                                                  |
| Pfahlfeld, nahe dem Kreuzungspunkt von Limes und Bundesstraße B 2 (Standort)                      | Gedenkstein, auf den Limes-Verlauf hinweisend                             | 1933 | D-5-77-125-145 Wikidata | Gedenkstein, auf den Limes-Verlauf hinweisend                             |
| Pleinfelder Straße 6 (Standort)                                                                   | Wohnhaus                                                                  | Zweigeschossiger Mansarddachbau, mit Ecklisenen, Ende 18. Jahrhundert | D-5-77-125-55 Wikidata  | Wohnhaus                                                                  |
| Pleinfelder Straße 8 (Standort)                                                                   | Nischenfigur                                                              | Madonna, 18. Jahrhundert | D-5-77-125-56 Wikidata  | Nischenfigur                                                              |
| Pleinfelder Straße 12 (Standort)                                                                  | Bürgerhaus                                                                | Zweigeschossiger giebelständiger Satteldachbau, mit Putzgliederung, bezeichnet „1778“, mit anschließendem zweigeschossigem Nebengebäude, wohl gleichzeitig | D-5-77-125-57 Wikidata  | weitere Bilder                                                            |
| Pleinfelder Straße 14 a; Pleinfelder Straße 14 b (Standort)                                       | Ehemaliges Amtshaus des Deutschordens, Bürgerhaus                         | Zweigeschossiger traufständiger Satteldachbau, mit Zwerchgiebel, nach Norden sowie östlich geschweifte Giebel, 1725 (dendrochronologisch datiert) | D-5-77-125-58 Wikidata  | weitere Bilder                                                            |
| Pleinfelder Straße 15 (Standort)                                                                  | Bürgerhaus                                                                | Zweigeschossiger giebelständiger Satteldachbau mit Schweifgiebel, mit profilierter Fenster- und Portaleinfassung, mit Marienfigur, erste Hälfte 18. Jahrhundert, Geschäftseinbau Erdgeschoss 1906 | D-5-77-125-59 Wikidata  | weitere Bilder                                                            |
| Pleinfelder Straße 18 (Standort)                                                                  | Wohnhaus                                                                  | Zweigeschossiger giebelständiger Satteldachbau, zweite Hälfte 18. Jahrhundert | D-5-77-125-60 Wikidata  | Wohnhaus                                                                  |
| Pleinfelder Straße 19 (Standort)                                                                  | Bürgerhaus                                                                | Zweigeschossiger traufständiger Satteldachbau, mit Zwerchhaus, zweite Hälfte 18. Jahrhundert | D-5-77-125-61 Wikidata  | Bürgerhaus                                                                |
| Pleinfelder Straße 21 (Standort)                                                                  | Ehemaliges Gasthaus, Ackerbürgerhaus                                      | Zweigeschossiger giebelständiger Satteldachbau, mit rustizierten Ecklisenen, mit Freitreppe, Wirtshausschild, 17. bis 18. Jahrhundert; Nebengebäude, eingeschossig, mit Mansarddach, um 1800 | D-5-77-125-62 Wikidata  | weitere Bilder                                                            |
| Pleinfelder Straße 24 (Standort)                                                                  | Bürgerhaus                                                                | Zweigeschossiger giebelständiger Satteldachbau mit Schweifgiebel, von Matthias Binder, bezeichnet „1768“, Fassade 1929 verändert | D-5-77-125-63 Wikidata  | weitere Bilder                                                            |
| Pleinfelder Straße 25 (Standort)                                                                  | Ackerbürgerhaus                                                           | Zweigeschossiger Walmdachbau, Mittelrisalit mit rustiziertem Portal und Pilastereinfassung, Zwerchhaus mit Volutengiebelanläufen und Büsten, mit Putzgliederung, Freitreppe, wohl von Franz Keller, um 1720; Scheune, massiver Satteldachbau, um 1900 | D-5-77-125-64 Wikidata  | weitere Bilder                                                            |
| Pleinfelder Straße 26 (Standort)                                                                  | Bürgerhaus                                                                | Zweigeschossiges giebelständiges Gebäude mit Steildach, Putzgliederung und rustizierte Ecklisenen, mit Relief an südöstlicher Ecke, zweite Hälfte 18. Jahrhundert | D-5-77-125-65 Wikidata  | Bürgerhaus                                                                |
| Pleinfelder Straße 30 (Standort)                                                                  | Bürgerhaus                                                                | Zweigeschossiger Walmdachbau, mit Zwerchhaus, zweite Hälfte 18. Jahrhundert | D-5-77-125-67 Wikidata  | weitere Bilder                                                            |
| Ringstraße 7 a (Standort)                                                                         | Wohnhaus                                                                  | Zweigeschossiger traufständiger Satteldachbau, mit Ecklisenen und Putzgliederung, bezeichnet mit „1876“ | D-5-77-125-70 Wikidata  | Wohnhaus                                                                  |
| Rosental 1, 3 (Standort)                                                                          | Wohnhaus                                                                  | Doppelhaus, zweigeschossiger traufständiger Satteldachbau, mit Putzgliederung und rustizierten Lisenen, zweite Hälfte 18. Jahrhundert | D-5-77-125-71 Wikidata  | weitere Bilder                                                            |
| Rosental 2 b (Standort)                                                                           | Wohnhaus                                                                  | Zweigeschossiger giebelständiger Satteldachbau, mit Ecklisenen, profiliertes Natursteinportal, bezeichnet mit „1719“ | D-5-77-125-72 Wikidata  | Wohnhaus                                                                  |
| Rosental 5 (Standort)                                                                             | Ackerbürgerhaus                                                           | Hoher, giebelständiger zweigeschossiger Satteldachbau, mit Putzgliederung und rustizierten Ecklisenen, Vortreppe, zweite Hälfte 18. Jahrhundert | D-5-77-125-74 Wikidata  | Ackerbürgerhaus                                                           |
| Rosental 8 (Standort)                                                                             | Bauernhaus                                                                | Giebelständiges zweigeschossiges Satteldachgebäude mit fachwerksichtigem Giebel, 18. Jahrhundert; nördlich parallel anschließendes Scheunengebäude, um 1800 | D-5-77-125-76 Wikidata  | Bauernhaus                                                                |
| Rosental 10 (Standort)                                                                            | Wohnhaus                                                                  | Zweigeschossiger giebelständiger Satteldachbau, mit Ecklisenen, Eingang und Fenster mit Natursteingewände, bezeichnet „1778“ | D-5-77-125-77 Wikidata  | Wohnhaus                                                                  |
| Rosental 12 (Standort)                                                                            | Wohnhaus                                                                  | Zweigeschossiger giebelständiger Satteldachbau, Natursteineinfassungen an Eingang und Fenstern, Mitte 19. Jahrhundert | D-5-77-125-78 Wikidata  | Wohnhaus                                                                  |
| Rosental 19 (Standort)                                                                            | Bauernhaus                                                                | Zweigeschossiger Walmdachbau, 18./frühes 19. Jahrhundert; Nebengebäude mit Scheune, Satteldachbau, 19. Jahrhundert | D-5-77-125-80 Wikidata  | Bauernhaus                                                                |
| Rosental 21 (Standort)                                                                            | Anna-Kapelle                                                              | Wohl 18. Jahrhundert; mit Ausstattung | D-5-77-125-181 Wikidata | Anna-Kapelle                                                              |
| Rosental 24 (Standort)                                                                            | Wohnhaus                                                                  | Zweigeschossiger großer Walmdachbau, mit Segmentbogenfenstern und Sohlbankgesims, Ende 19. Jahrhundert | D-5-77-125-81 Wikidata  | Wohnhaus                                                                  |
| Rosental 26 (Standort)                                                                            | Hausmadonna                                                               | 18. Jahrhundert | D-5-77-125-82           | Hausmadonna                                                               |
| Rosental 27 (Standort)                                                                            | Ehemalige Turnhalle                                                       | Halbwalmdachbau mit Natursteingliederung, späthistoristisch mit Jugendstilanklängen, um 1905/07, mit modernem Erweiterungsbau | D-5-77-125-189 Wikidata | Ehemalige Turnhalle                                                       |
| Rosental 29 (Standort)                                                                            | Ehemaliges Gasthaus                                                       | Zweigeschossiger Satteldachbau, mit Sandsteinrelief, bezeichnet durch Inschriftenstein 1689, im Kern wohl 16. Jahrhundert, Umbauten 1720/30, modern erweitert | D-5-77-125-83 Wikidata  | Ehemaliges Gasthaus                                                       |
| Rosental 33; Rosental 35; Nähe Hospital; Nähe Rosental (Standort)                                 | Elisabethspital                                                           | Dreigeschossige Anlage in drei Flügeln, mit rustizierten Lisenen, barocke Steinportale mit Vortreppen, um 1705, erweitert 1753; nicht nachqualifiziert, im Bayerischen Denkmal-Atlas nicht kartiert | D-5-77-125-84 Wikidata  | Elisabethspital                                                           |
| Rosental 33; Rosental 35; Nähe Hospital; Nähe Rosental (Standort)                                 | Elisabethspital, Spitalkirche St. Elisabeth                               | Saalkirche, mit Dachreiter, 1708, 1753 erweitert; mit Ausstattung; nicht nachqualifiziert, im Bayerischen Denkmal-Atlas nicht kartiert | D-5-77-125-84 Wikidata  | weitere Bilder                                                            |
| Rosental 33; Rosental 35; Nähe Hospital; Nähe Rosental (Standort)                                 | Elisabethspital, Nebengebäude                                             | Satteldachbau, um 1800; nicht nachqualifiziert, im Bayerischen Denkmal-Atlas nicht kartiert | D-5-77-125-84 Wikidata  | weitere Bilder                                                            |
| Rosental 33; Rosental 35; Nähe Hospital; Nähe Rosental (Standort)                                 | Elisabethspital, Ummauerung mit Torbogen                                  | 18. Jahrhundert; nicht nachqualifiziert, im Bayerischen Denkmal-Atlas nicht kartiert | D-5-77-125-84 Wikidata  | Elisabethspital, Ummauerung mit Torbogen                                  |
| Rosental 38 (Standort)                                                                            | Pumpenhaus                                                                | Eingeschossiger Pavillonbau mit Mansarddach, neubarock, nach Planung von 1910 | D-5-77-125-182 Wikidata | Pumpenhaus                                                                |
| Schlossstraße 2; Schlossstraße 4 (Standort)                                                       | Ehemaliges Rentamt                                                        | Zweigeschossiger Satteldachbau in Ecklage, mit Vortreppen, mit Putz- und Natursteingliederung, 1570 in nachgotischen Formen, teilweise rekonstruiert um 1950 | D-5-77-125-87 Wikidata  | weitere Bilder                                                            |
| Schlossstraße 5 (Standort)                                                                        | Ehemaliges Gasthaus                                                       | Zweigeschossiger Walmdachbau mit Zwerchgiebel, mit Lisenen- und Putzgliederung, wohl von Franz Keller, um 1720 | D-5-77-125-88 Wikidata  | Ehemaliges Gasthaus                                                       |
| Schloßstraße 6, Schloßstraße 8, Schloßstraße 10 (Standort)                                        | Fürstliche Brauerei                                                       | Eingeschossige Dreiflügelanlage mit Mansarddach, mit zweigeschossigem mittlerem Torbau und zweigeschossigen Eckpavillons, jeweils mit Mansardwalmdach, mit geschweiften Zwerchgiebeln, Torbau ehemals mit Glockenständer, mit Lisenen- und Putzgliederung, von Franz Keller, 1723 | D-5-77-125-93 Wikidata  | weitere Bilder                                                            |
| Schloßstraße 7 (Standort)                                                                         | Ehemaliges Obergerichtshaus                                               | Zweigeschossiger Walmdachbau mit Dreieckgiebel, mit Lisenen und Putzgliederung, wohl von Franz Keller, um 1720 | D-5-77-125-89 Wikidata  | weitere Bilder                                                            |
| Schmalwieser Weg 2; Nähe Schmalwieser Weg; Schmalwieser Weg 4; Im Hofbrühl (Standort)             | Maximilianskirche                                                         | Saalkirche, Ostseite Turm mit Kupferhaube, mit Lisenengliederung, wohl von Franz Joseph Roth, 1733; mit Ausstattung Ummauerung, 18. Jahrhundert Zwei Nischenkapellen, 18. Jahrhundert Bildstock, bezeichnet „1642“ Allee bis zum Schlossgraben, 18. Jahrhundert | D-5-77-125-97 Wikidata  | weitere Bilder                                                            |
| Schmalwieser Weg 4 (Standort)                                                                     | Ehemaliges Fischmeister- und Försterhaus, Wohnhaus, sogenanntes Fischhaus | Eingeschossiges Gebäude mit Mansardwalmdach, 1783 | D-5-77-125-99 Wikidata  | Ehemaliges Fischmeister- und Försterhaus, Wohnhaus, sogenanntes Fischhaus |
| Schwäbische Rezat; bei Einmündung der Ringstraße (Standort)                                       | Brücke                                                                    | Sandsteinquader, 18. Jahrhundert | D-5-77-125-96 Wikidata  | weitere Bilder                                                            |
| Spitalberg (Standort)                                                                             | Allee des äußeren Rosentals                                               | 18. Jahrhundert | D-5-77-125-85 Wikidata  | Allee des äußeren Rosentals                                               |
| Spitalberg (Standort)                                                                             | Kapelle                                                                   | Kleiner Massivbau, Satteldach mit vorgezogenem Walm an Eingangsseite, 18. Jahrhundert; mit Ausstattung | D-5-77-125-144 Wikidata | Kapelle                                                                   |
| St 2389 (Standort)                                                                                | Allee zwischen Brühltor und Einmündung der Ringstraße                     | 18. Jahrhundert | D-5-77-125-95 Wikidata  | Allee zwischen Brühltor und Einmündung der Ringstraße                     |
| Weißenburger Straße 1 (Standort)                                                                  | Rathaus                                                                   | Zweigeschossiger Mansarddachbau mit Mittelrisalit, Glockenständer, Vortreppe, mit reicher Rokokodekoration des Außenbaues, von Franz Joseph Roth, Bildhauerarbeiten der Fassade von Friedrich Maucher und Johann Wagner, 1744–47, Umbauten nach Plänen von Balthasar Gaab 1794, Umbauten im Inneren 1860/61, zum Teil um 1950 rekonstruiert                                                                   | D-5-77-125-111 Wikidata | weitere Bilder                                                            |
| Weißenburger Straße 2 (Standort)                                                                  | Nischenfigur                                                              | Madonna, 18. Jahrhundert | D-5-77-125-112          | Nischenfigur                                                              |
| Weißenburger Straße 4 (Standort)                                                                  | Wohnhaus                                                                  | Zweigeschossiger Mansarddachbau, mit rustizierten Ecklisenen und profilierten Fenstergewänden, um 1750/60 | D-5-77-125-113 Wikidata | weitere Bilder                                                            |
| Weißenburger Straße 6 (Standort)                                                                  | Ehemaliges Ackerbürgerhaus                                                | Zweigeschossiger giebelständiger Satteldachbau, zweite Hälfte 18. Jahrhundert | D-5-77-125-114 Wikidata | weitere Bilder                                                            |
| Weißenburger Straße 8 (Standort)                                                                  | Ehemaliges Handwerkerhaus, Wohnhaus                                       | Zweigeschossiger giebelständiger Satteldachbau, mit Ziergiebel und rustizierten Ecklisenen, 17. Jahrhundert, Türstock 18. Jahrhundert | D-5-77-125-115 Wikidata | weitere Bilder                                                            |
| Weißenburger Straße 9 (Standort)                                                                  | Ackerbürgerhaus                                                           | Zweigeschossiger traufständiger Satteldachbau, im Kern Fachwerk, mit rustizierten Ecklisenen, Südfassade fachwerksichtig, 18. Jahrhundert | D-5-77-125-116 Wikidata | weitere Bilder                                                            |
| Weißenburger Straße 12 (Standort)                                                                 | Nischenfigur                                                              | Madonna, 18. Jahrhundert | D-5-77-125-119          | weitere Bilder                                                            |
| Weißenburger Straße 13; Weißenburger Straße 15 (Standort)                                         | Doppelhaus                                                                | Großzügiges dreigeschossiges Gebäude, Satteldach nördlich mit Walm, mit Lisenengliederung, zweite Hälfte 18. Jahrhundert, rückwärtig modern erweitert | D-5-77-125-120 Wikidata | weitere Bilder                                                            |
| Weißenburger Straße 14 (Standort)                                                                 | Ackerbürgerhaus                                                           | Zweigeschossiger giebelständiger Satteldachbau, mit geschwungenem Giebel und rustizierten Ecklisenen, mit Hofeinfahrt, 18. Jahrhundert Nebengebäude, Fachwerk, wohl gleichzeitig, mit anschließendem Ökonomiebau, 19. Jahrhundert | D-5-77-125-121 Wikidata | weitere Bilder                                                            |
| Weißenburger Straße 16 (Standort)                                                                 | Wohnhaus                                                                  | Zweigeschossiger giebelständiger Satteldachbau mit kleinem traufseitigem Anbau, Fachwerk, vorgelegte massive Fassade, wohl Ende 17. Jahrhundert | D-5-77-125-122 Wikidata | weitere Bilder                                                            |
| Weißenburger Straße 17 (Standort)                                                                 | Palais Landauer, heute Hotel Römischer Kaiser                             | Zweigeschossiger Mansarddachbau mit Zwerchhaus, mit Lisenengliederung und profilierter Fensterverdachung, reicher Fassadendekor, 1724, mit Kern von 1683; mit Ausstattung Wagenremise, eingeschossiger Satteldachbau, 18. Jahrhundert Scheune, mit fachwerksichtigem Obergeschoss, 17./18. Jahrhundert Nebengebäude, zweigeschossiger Satteldachbau, 19. Jahrhundert Anlage des Wirtsgartens, 18. Jahrhundert | D-5-77-125-123 Wikidata | weitere Bilder                                                            |
| Weißenburger Straße 19 (Standort)                                                                 | Wohnhaus                                                                  | Zweigeschossiger Mansarddachbau, mit Zwerchhaus mit geschwungenem Giebel, mit rustizierten Ecklisenen und Portaleinfassung, 1748 | D-5-77-125-124 Wikidata | weitere Bilder                                                            |
| Weißenburger Straße 22 (Standort)                                                                 | Ehemalige Beamtenwohnung, ab 1800 Gasthaus, heute Wohnhaus                | Zweigeschossiger giebelständiger Satteldachbau mit Schweifgiebel, mit Ecklisenen und Gliederung in Naturstein, mit Vortreppe, von Franz Joseph Roth, 1734, nach 1945 vereinfachend wiederaufgebaut | D-5-77-125-125 Wikidata | weitere Bilder                                                            |
| Weißenburger Straße 23 (Standort)                                                                 | Wohnhaus                                                                  | Zweigeschossiger Mansarddachbau mit Zwerchhaus, mit rustizierten Ecklisenen, erstes Viertel 18. Jahrhundert | D-5-77-125-126 Wikidata | weitere Bilder                                                            |
| Weißenburger Straße 27 (Standort)                                                                 | Wohnhaus                                                                  | Kleiner zweigeschossiger, giebelständiger Satteldachbau, mit Putzgliederung, zweite Hälfte 18. Jahrhundert, im Kern Fachwerk, um 1955 stark erneuert | D-5-77-125-127 Wikidata | weitere Bilder                                                            |
| Weißenburger Straße 30; Weißenburger Straße 32a (Standort)                                        | Ehemaliges Mesnerhaus                                                     | Doppelhaus, zweigeschossiger traufständiger Satteldachbau, 1731/1758, mit Ritterfigur, 1560 | D-5-77-125-131 Wikidata | weitere Bilder                                                            |
| Weißenburger Straße 31; Nähe Weißenburger Straße; Nähe Neue Gasse (Standort)                      | Katholische Stadtpfarrkirche St. Georg                                    | Saalkirche, nach Westen gerichtete kreuzförmige Anlage, die Ostturmfassade als Schaufront ausgebildet, Mittelrisalit, Pilaster und Einfassungen in Naturstein, von Franz Joseph Roth, 1729–31, nach Kriegszerstörung (nördlicher Querhausarm) Wiederaufbau 1945–1953; mit Ausstattung | D-5-77-125-128 Wikidata | weitere Bilder                                                            |
| Weißenburger Straße 31; Nähe Weißenburger Straße; Nähe Neue Gasse (Standort)                      | Mariahilfkapelle                                                          | Zentralbau, mit geschweiftem Giebel, barocke Portaleinfassung, Nischenfigur des Erzengels Michael über dem Portal, mit rustizierten Ecklisenen und Pilastern, von Franz Joseph Roth, 1731; mit Ausstattung | D-5-77-125-128 Wikidata | weitere Bilder                                                            |
| Weißenburger Straße 31; Nähe Weißenburger Straße; Nähe Neue Gasse (Standort)                      | Aufgelassener Friedhof                                                    | Ummauerung des 18. Jahrhunderts mit eingelassenen Grabsteinen des 17./18. Jahrhunderts sowie dem Grabmal Matthias Binders, 1777, Grabdenkmäler des 18. Jahrhunderts vor der Südmauer, Grabdenkmäler und verschiedenen Bauteilen des 18. Jahrhunderts vor der Nordmauer, liegende Figur (Grabdenkmal), 18. Jahrhundert, zwei Figurentorsen, Sandstein, 18. Jahrhundert                                         | D-5-77-125-128 Wikidata | weitere Bilder                                                            |
| Weißenburger Straße 33 (Standort)                                                                 | Ehemaliges Mesnerhaus                                                     | Zweigeschossiger Satteldachbau, 18. Jahrhundert | D-5-77-125-132          | BW                                                                        |
| Nähe Weißenburger Straße, Weißenburger Straße 34 (Standort)                                       | Friedhof                                                                  | Angelegt 1749, erweitert 1778 und 1829; Grabstätten | D-5-77-125-134 Wikidata | Friedhof                                                                  |
| Nähe Weißenburger Straße, Weißenburger Straße 34 (Standort)                                       | Friedhof, Friedhofsgebäude                                                | Eingeschossiger Bau mit Mansardwalmdach, mit Natursteingliederung, 19. Jahrhundert | D-5-77-125-134 Wikidata | Friedhof, Friedhofsgebäude                                                |
| Nähe Weißenburger Straße, Weißenburger Straße 34 (Standort)                                       | Friedhof, Kreuzigungsgruppe                                               | Wohl von Johann Wagner, 1749 | D-5-77-125-134 Wikidata | BW                                                                        |
| Nähe Weißenburger Straße, Weißenburger Straße 34 (Standort)                                       | Friedhof, Ummauerung                                                      | Mit 18 in die Westmauer eingelassenen Grabplatten des 18./frühen 19. Jahrhunderts | D-5-77-125-134 Wikidata | BW                                                                        |

### Bräumühle
| Lage                   | Objekt    | Beschreibung | Akten-Nr.               | Bild      |
| ---------------------- | --------- | --- | ----------------------- | --------- |
| Bräumühle 1 (Standort) | Bräumühle | Zweigeschossiger Walmdachbau, Erdgeschoss natursteinsichtig, mit Natursteingliederung, erstes Drittel 19. Jahrhundert | D-5-77-125-146 Wikidata | Bräumühle |
| Bräumühle 1 (Standort) | Bräumühle | Scheune, Natursteinbau mit Satteldach, teilweise verputzt, 18. Jahrhundert (nicht mehr vorhanden)                     | D-5-77-125-146 Wikidata | Bräumühle |

### Hörlbach
| Lage                   | Objekt                               | Beschreibung | Akten-Nr.               | Bild           |
| ---------------------- | ------------------------------------ | --- | ----------------------- | -------------- |
| Hörlbach 4 (Standort)  | Bauernhaus                           | Eingeschossiger Satteldachbau, mit Ecklisenen und Natursteingliederung, bezeichnet „1887“                                                                                             | D-5-77-125-148 Wikidata | Bauernhaus     |
| Hörlbach 7 (Standort)  | Bauernhaus                           | Eingeschossiger Satteldachbau, mit Ecklisenen, bezeichnet „1902“; Scheune, großer Satteldachbau, gleichzeitig                                                                         | D-5-77-125-150 Wikidata | Bauernhaus     |
| Hörlbach 9 (Standort)  | Wohnstallhaus                        | Eingeschossiger Satteldachbau, Anfang 19. Jahrhundert | D-5-77-125-151 Wikidata | Wohnstallhaus  |
| Hörlbach 11 (Standort) | Bauernhof                            | Wohnstallhaus, eingeschossiger Satteldachbau, 1871 Nebengebäude, eingeschossiger Bau mit Halbwalmdach, um 1900 Scheune, Satteldachbau, um 1900                                        | D-5-77-125-153 Wikidata | BW             |
| Priel (Standort)       | Evangelisch-Lutherische Filialkirche | Chorturmkirche, Turm mit Spitzhelm, Chorturm 14. Jahrhundert, Turmobergeschoss 18. Jahrhundert, Langhausumbau 1711, auf der Nordseite 1913 erweitert, Sakristei 1835; mit Ausstattung | D-5-77-125-147 Wikidata | weitere Bilder |
| Priel (Standort)       | Kirchhof mit Kirchhofmauer           | Mit zwei Torbögen, wohl 18. Jahrhundert; mit Grabsteinen | D-5-77-125-147 Wikidata | BW             |

### Karlshof
| Lage                           | Objekt                                        | Beschreibung | Akten-Nr.               | Bild               |
| ------------------------------ | --------------------------------------------- | --- | ----------------------- | ------------------ |
| Kammhof 1 (Standort)           | Gutshaus                                      | Zweigeschossiger Walmdachbau, mit Putzgliederung, bezeichnet „1822“ | D-5-77-125-154 Wikidata | Gutshaus           |
| Kammhof 1 (Standort)           | Stallbau                                      | Angeschlossener Stallbau, Satteldachgebäude, gleichzeitig | D-5-77-125-154 Wikidata | Stallbau           |
| Karlshof 1, 3, 4, 5 (Standort) | Karlshof, Gutshaus                            | Zweigeschossiger Walmdachbau mit bossiertem Erdgeschoss, Gesimsgliederung und Freitreppe, frühes 19. Jahrhundert Auffahrtsallee, zum Gutshaus führend, 19. Jahrhundert | D-5-77-125-155 Wikidata | Karlshof, Gutshaus |
| Karlshof 1, 3, 4, 5 (Standort) | Karlshof, östlich: Scheunen- und Stallgebäude | Massiver Walmdachbau, 19. Jahrhundert | D-5-77-125-155 Wikidata | BW                 |
| Karlshof 1, 3, 4, 5 (Standort) | Karlshof, westlich: Scheune                   | Massiver Bau mit Halbwalmdach | D-5-77-125-155 Wikidata | BW                 |
| Karlshof 1, 3, 4, 5 (Standort) | Karlshof, ehemalige Scheune und Remise        | Heute Wohnhaus, zweigeschossiger Bruchsteinbau mit Halbwalmdach und hohen Rundbogentoren, Mitte/Ende 19. Jahrhundert                                                   | D-5-77-125-155 Wikidata | BW                 |

### Massenbach
| Lage                     | Objekt      | Beschreibung                                                      | Akten-Nr.               | Bild |
| ------------------------ | ----------- | ----------------------------------------------------------------- | ----------------------- | ---- |
| Massenbach 2 (Standort)  | Hausmadonna | In Nische über dem Eingang, barock, 18. Jahrhundert               | D-5-77-125-156 Wikidata | BW   |
| Massenbach 8 (Standort)  | Bauernhaus  | Eingeschossiges giebelständiges Gebäude mit Steildach, um 1850/60 | D-5-77-125-157 Wikidata | BW   |
| Massenbach 12 (Standort) | Bauernhaus  | Eingeschossiger Satteldachbau mit Kellergeschoss, 18. Jahrhundert | D-5-77-125-158 Wikidata | BW   |

### Sommerkeller
| Lage                      | Objekt       | Beschreibung                                                               | Akten-Nr.               | Bild         |
| ------------------------- | ------------ | -------------------------------------------------------------------------- | ----------------------- | ------------ |
| Sommerkeller 1 (Standort) | Sommerkeller | Zweigeschossiger Zweiflügelbau mit Walmdach, zweite Hälfte 18. Jahrhundert | D-5-77-125-159 Wikidata | Sommerkeller |

### Stopfenheim
| Lage                                                                                | Objekt                                                  | Beschreibung | Akten-Nr.               | Bild                                   |
| ----------------------------------------------------------------------------------- | ------------------------------------------------------- | --- | ----------------------- | -------------------------------------- |
| An der Vogtei 2 (Standort)                                                          | Ehemaliges Deutschordens-Vogteischloss                  | Vierflügelanlage um Innenhof, eingeschossige Satteldachbauten mit hohem Kniestock, Portalachse mit Pilastereinfassung und Kielbogengiebel, von Franz Keller, 1716 über mittelalterlicher Anlage errichtet | D-5-77-125-161 Wikidata | Ehemaliges Deutschordens-Vogteischloss |
| An der Vogtei 2 (Standort)                                                          | Ehemaliges Deutschordens-Vogteischloss                  | Schlossbrücke, gemauert, gleichzeitig, Umfassungsmauer, Bruchsteinmauerwerk, gleichzeitig | D-5-77-125-161 Wikidata | Ehemaliges Deutschordens-Vogteischloss |
| An der Vogtei; An der Vogtei 1 (Standort)                                           | Zehntscheune                                            | Massiver Satteldachbau, bezeichnet durch Wappen von Lehrbach, 1767 | D-5-77-125-160 Wikidata | Zehntscheune                           |
| Nähe Bürgermeisterstraße (Standort)                                                 | Wegkreuz                                                | Gusseisernes Kreuz auf Sandsteinpfeiler, bezeichnet „1854“ | D-5-77-125-188 Wikidata | BW                                     |
| Dorsbrunner Straße; an der Einmündung der Dorsbrunner Straße in die B 13 (Standort) | Wegkreuz                                                | Geschnitztes Holzkreuz, bezeichnet „1946“ | D-5-77-125-186 Wikidata | BW                                     |
| Dorsbrunner Straße 6 (Standort)                                                     | Wohnstallhaus                                           | Austragshaus eines ehemaligen Maierhofes, eingeschossiger Satteldachbau, 18. Jahrhundert | D-5-77-125-183 Wikidata | BW                                     |
| Ellinger Straße 2 (Standort)                                                        | Katholische Pfarrkirche Sankt Augustin                  | Saalkirche, Spätrokoko-Anlage, östlich Schaufront mit Einturmfassade, Turm mit Kuppelhaube mit Laterne, von Matthias Binder, 1773–75, Bildhauerarbeiten der Fassade von Leonhard Meyer; mit Ausstattung   | D-5-77-125-163 Wikidata | weitere Bilder                         |
| Ellinger Straße 9 (Standort)                                                        | Bauernhaus                                              | Eingeschossiger Satteldachbau in Ecklage, bezeichnet „1782“ | D-5-77-125-164 Wikidata | BW                                     |
| Ellinger Straße 10 (Standort)                                                       | Bauernhaus                                              | Eingeschossiger Satteldachbau, Fenster- und Türeinfassung in Naturstein, 18. Jahrhundert | D-5-77-125-165 Wikidata | BW                                     |
| Ellinger Straße 11 (Standort)                                                       | Ehemaliger Alter Pfarrhof                               | Zweigeschossiger giebelständiger Satteldachbau, mit Putzgliederung, mit Vortreppe, wohl um 1700 | D-5-77-125-166 Wikidata | Ehemaliger Alter Pfarrhof              |
| Ellinger Straße 11 (Standort)                                                       | Ehemaliger Alter Pfarrhof, erhaltener Teil der Hofmauer | Mit steinernen vasenartigen Aufsätzen, 18. Jahrhundert | D-5-77-125-166 Wikidata | BW                                     |
| Ellinger Straße 12 (Standort)                                                       | Nischenfiguren                                          | Maria und Sankt Florian, Sandstein, 18. Jahrhundert | D-5-77-125-167 Wikidata | BW                                     |
| Ellinger Straße 21 (Standort)                                                       | Austragshaus                                            | Zweigeschossiges Gebäude mit Walmdach, 1844 | D-5-77-125-168 Wikidata | BW                                     |
| Galgen; an der Straße nach Ellingen (Standort)                                      | Wegkreuz                                                | Geschnitztes Holzkreuz, bezeichnet „1933“ | D-5-77-125-187 Wikidata | BW                                     |
| Im Stein; an der Störzelbacher Straße (Standort)                                    | Wegkreuz                                                | Sandsteinpfeiler bekrönt von gusseisernem Kreuz, Mitte 19. Jahrhundert | D-5-77-125-177 Wikidata | BW                                     |
| Mühlweg, bei Ellinger Straße 23 (Standort)                                          | Wegkapelle                                              | Kleiner Rechteckbau mit Satteldach, nach 1820 | D-5-77-125-175 Wikidata | BW                                     |
| Pfaffenberg (Standort)                                                              | Wegkapelle                                              | 18. Jahrhundert; an der Straße nach Dorsbrunn | D-5-77-125-176 Wikidata | BW                                     |
| Römerstraße; an Feldwegkreuzung östlich von Stopfenheim (Standort)                  | Kreuzstein                                              | Rechteckig stehende Steinplatte mit Kreuzrelief, wohl spätmittelalterlich | D-5-77-125-190 Wikidata | weitere Bilder                         |
| Sommerkellerweg 7 (Standort)                                                        | Bauernhaus                                              | Eingeschossiger Satteldachbau, mit schlichter Putzgliederung, Ende 19. Jahrhundert; Scheune, hoher Satteldachbau, wohl gleichzeitig                                                                       | D-5-77-125-184 Wikidata | Bauernhaus                             |
| Theilenhofener Straße 3 (Standort)                                                  | Bauernhaus, ehemals auch Posthalterei                   | Zweigeschossiges Gebäude mit Halbwalmdach, Mitte 19. Jahrhundert | D-5-77-125-170 Wikidata | BW                                     |
| Theilenhofener Straße 4 (Standort)                                                  | Bauernhaus                                              | Zweigeschossiger Satteldachbau mit Ecklisenen, Putzgliederung und Ziegelfries, 1885 | D-5-77-125-171 Wikidata | Bauernhaus                             |
| Theilenhofener Straße 8 (Standort)                                                  | Bauernhaus                                              | Zweigeschossiger Satteldachbau mit fachwerksichtigem Obergeschoss und Giebel, 18. Jahrhundert | D-5-77-125-172 Wikidata | Bauernhaus                             |
| Theilenhofener Straße 8 (Standort)                                                  | Scheunengebäude                                         | Anschließend, in Teilen fachwerksichtig, gleichzeitig | D-5-77-125-172 Wikidata | Scheunengebäude                        |
| Theilenhofener Straße 12 (Standort)                                                 | Bauernhaus                                              | Eingeschossiges giebelständiges Gebäude mit steilem Satteldach, um 1870 | D-5-77-125-173 Wikidata | BW                                     |

### Tiefenbach
| Lage                                                             | Objekt     | Beschreibung | Akten-Nr.               | Bild       |
| ---------------------------------------------------------------- | ---------- | --- | ----------------------- | ---------- |
| Lohweg; westlich vom Ort, Abzweigung nach Stopfenheim (Standort) | Wegkreuz   | Gusseisenkreuz auf Steinsockel, zweite Hälfte 19. Jahrhundert                                                                                | D-5-77-125-179 Wikidata | Wegkreuz   |
| Tiefenbach 7 (Standort)                                          | Bauernhaus | Zweigeschossiger giebelständiger Satteldachbau, mit Ecklisenen und Putzgliederung, um 1875, mit Hausmadonna in Giebelnische, 19. Jahrhundert | D-5-77-125-178 Wikidata | Bauernhaus |

### Zollmühle
| Lage                   | Objekt              | Beschreibung | Akten-Nr.               | Bild                |
| ---------------------- | ------------------- | --- | ----------------------- | ------------------- |
| Zollmühle 1 (Standort) | Zollmühle, Wohnhaus | Zweigeschossiger Satteldachbau mit Ecklisenen, auf mittelalterlicher Grundlage, 18. Jahrhundert, mit Heiligenfigur über Portal, wohl 18. Jahrhundert | D-5-77-125-180 Wikidata | Zollmühle, Wohnhaus |

## Ehemalige Baudenkmäler
In diesem Abschnitt sind Objekte aufgeführt, die früher einmal in der Denkmalliste eingetragen waren, jetzt aber nicht mehr. Objekte, die in anderem Zusammenhang – also z. B. als Teil eines Baudenkmals – weiter eingetragen sind, sollen hier nicht aufgeführt werden. Aktennummern in diesem Abschnitt sind ehemalige, jetzt nicht mehr gültige Aktennummern.

| Lage                                | Objekt                                           | Beschreibung                                              | Akten-Nr.               | Bild |
| ----------------------------------- | ------------------------------------------------ | --------------------------------------------------------- | ----------------------- | ---- |
| Bräumühle Bräumühle 1 (Standort)    | Bräumühle                                        | Scheune, mit fachwerksichtigem Giebel, 18. Jahrhundert    | D-5-77-125-146 Wikidata | BW   |
| Hörlbach Hörlbach 6 (Standort)      | Bauernhaus                                       | Erdgeschossiger Satteldachbau, 18./frühes 19. Jahrhundert | D-5-77-125-149 Wikidata | BW   |
| Stopfenheim Webergasse 1 (Standort) | Gusseisenplatte                                  | Bezeichnet mit „1841“; an Außenwand von Nebengebäude      | D-5-77-125-185 Wikidata | BW   |
| Stopfenheim Webergasse 3 (Standort) | Steinernes Hauswappen und Muttergottes in Nische | 18./19. Jahrhundert                                       | D-5-77-125-174 Wikidata | BW   |

## Abgegangene Baudenkmäler
In diesem Abschnitt sind Objekte aufgeführt, die früher einmal in der Denkmalliste eingetragen waren, jetzt aber nicht mehr existieren, z. B. weil sie abgebrochen wurden. Aktennummern in diesem Abschnitt sind ehemalige, jetzt nicht mehr gültige Aktennummern.

| Lage                                        | Objekt                          | Beschreibung | Akten-Nr.               | Bild                            |
| ------------------------------------------- | ------------------------------- | --- | ----------------------- | ------------------------------- |
| Ellingen Hausner Gasse 25 (Standort)        | Ehemaliges Distriktskrankenhaus | Zweigeschossige Dreiflügelanlage, neubarock mit Treppenhausrisalit und Mansarddach, 1910/11 von Distriktbaumeister Hanns Etschel (bezeichnet 1910); hierzu östliche Mauer des Stadtgartens in ganzer Länge, wohl 18. Jahrhundert; vergleiche auch Im Stadtgarten. Bis 1990 von den Kliniken Dr. Erler in Nürnberg betrieben. Für den Neubau eines Lebensmittelmarktes abgebrochen. | D-5-77-125-18 Wikidata  | Ehemaliges Distriktskrankenhaus |
| Ellingen Pleinfelder Straße 28 (Standort)   | Bauernhaus                      | Erdgeschossig, Fachwerk verputzt, 17./18. Jahrhundert | D-5-77-125-66 Wikidata  | Bauernhaus                      |
| Hörlbach Hörlbach 10 a (Standort)           | Wohnstallhaus                   | Eingeschossiger Satteldachbau, Naturstein verputzt, bezeichnet „1862“; Stallgebäude, eingeschossiger Satteldachbau, Naturstein verputzt, um 1900 | D-5-77-125-152 Wikidata | Wohnstallhaus                   |
| Stopfenheim Dorsbrunner Straße 3 (Standort) | Wohnstallhaus                   | Eingeschossiger Satteldachbau, mit zweigeschossigem Queranbau, 18. Jahrhundert, 1891 verändert. 2014 abgebrochen | D-5-77-125-162 Wikidata | Wohnstallhaus                   |